# 科学 (中国杂志)
《科学》杂志是中國科學社以美国科学促进会（AAAS）及其科学杂志为模式创办的杂志。

## 历史
1915年1月首期《科学》月刊在上海由商务印书馆出版，发刊词上“科学”与“民权”赫然并列，申明“以传播世界最新科学知识为职志”。
初期以传播科学知识为主兼发表科学研究成果，例如1928年发表了《中国第四纪人骨之发现》（翁文灏） 、《航空与天气》（竺可桢）、《在当代物理学中的确定率与因果率》（严济慈）等研究成果。华罗庚1929年和1930年在《科学》杂志发表了两篇论文引起学界注意才进入大学毕生从事学术工作。1934年《科学》杂志转变为正式的学术刊物，“其宗略规托英国《自然》周刊、美国的《科学》、德国之《自然科学》等杂志”。 
中国共产党在大陆建立中华人民共和国后，1951年5月，处境艰难的《科学》被迫停刊。1957年，在当时“向科学进军”和“百花齐放、百家争鸣”口号方针的条件下，科学杂志曾经以季刊的形式复刊，任鸿隽主持复刊的《科学》编辑工作，由上海的科学技术出版社（今上海科学技术出版社）出版。复刊的《科学》杂志自1957年7月的第33卷第1期至1960年4月的36卷第2期，共有4卷12期。在反右运动中，中国科学社的张孟闻和王恒守被划为右派。1959年秋，中国科学社理事会提议将社中所有资产上交政府，《科学》请全国科协接办。1960年5月4日，中国科学社完成向上海科协交接。后来，在全国的一次刊物精简中，《科学》第二次停刊。
1985年，中国科协、中国科学院和国家科委的帮助下，组成了《科学》杂志编委会，周光召任主编，同时在上海科学技术出版社成立了《科学》杂志编辑部。1985年10月，复刊号《科学》37卷1期出版。复刊后的《科学》杂志刊号CN31－1385/N。中华人民共和国“复刊”的新的《科学》杂志成为科普杂志，已不同于中华民国在大陆时期的学术刊物《科学》杂志，且民国时期之《科学》杂志为民间科学社团中国科学社主办之刊物，并非政府相关事业机构经营的刊物。
民国时期杨杏佛、刘咸、卢于道、张孟闻曾先后为该杂志主编；1957年至1960年复刊期间，任鸿隽为主编。